# St-Michel (Saint-Michel (Charente))

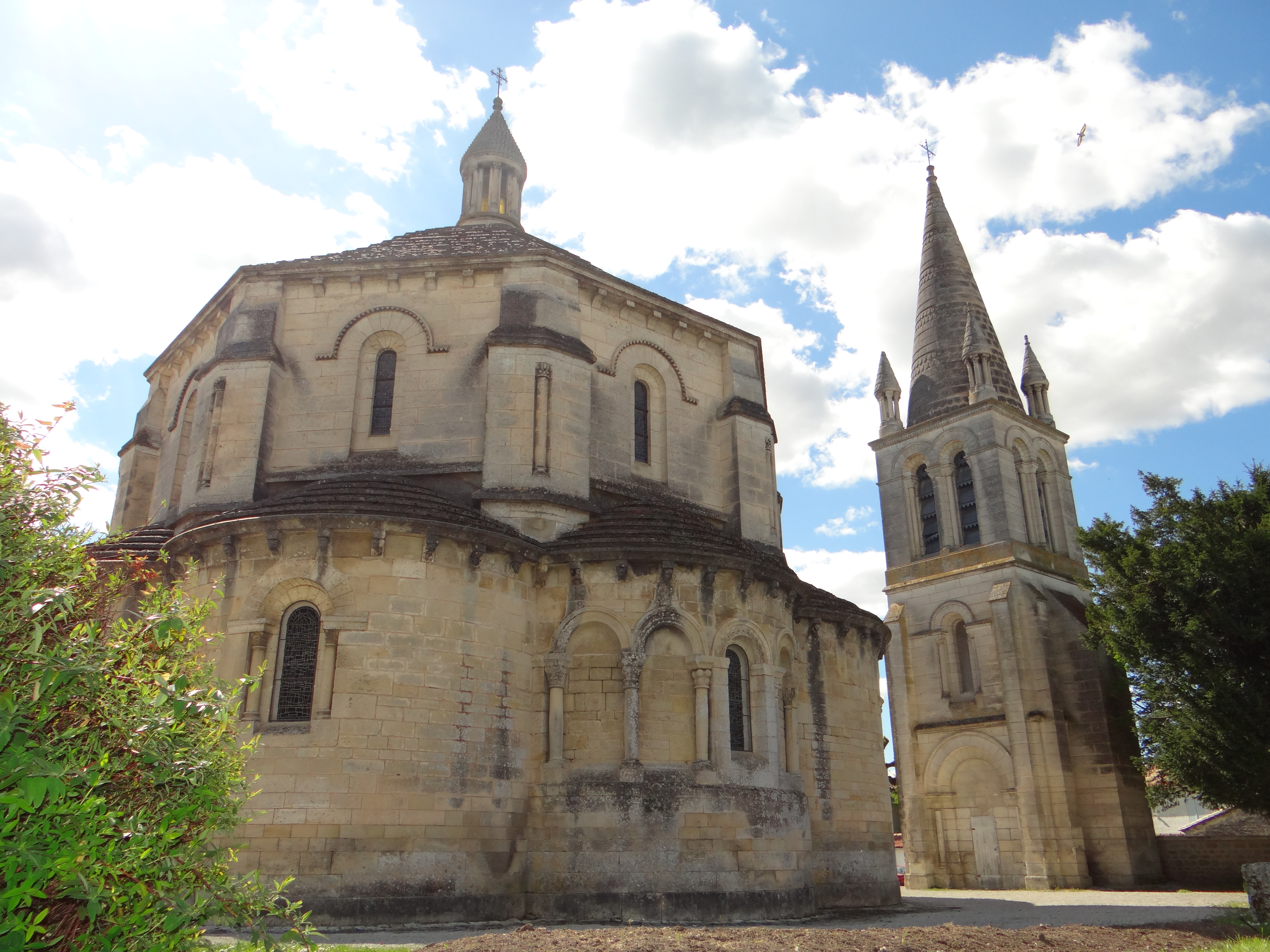
St-Michel, romanischer Zentralbau und freistehender Glockenturm

St-Michel ist eine römisch-katholische Kirche in Saint Michel (Département Charente) in der Region Nouvelle-Aquitaine in Frankreich. Die Kirche wurde 1840 als Monument historique klassifiziert.

## Beschreibung

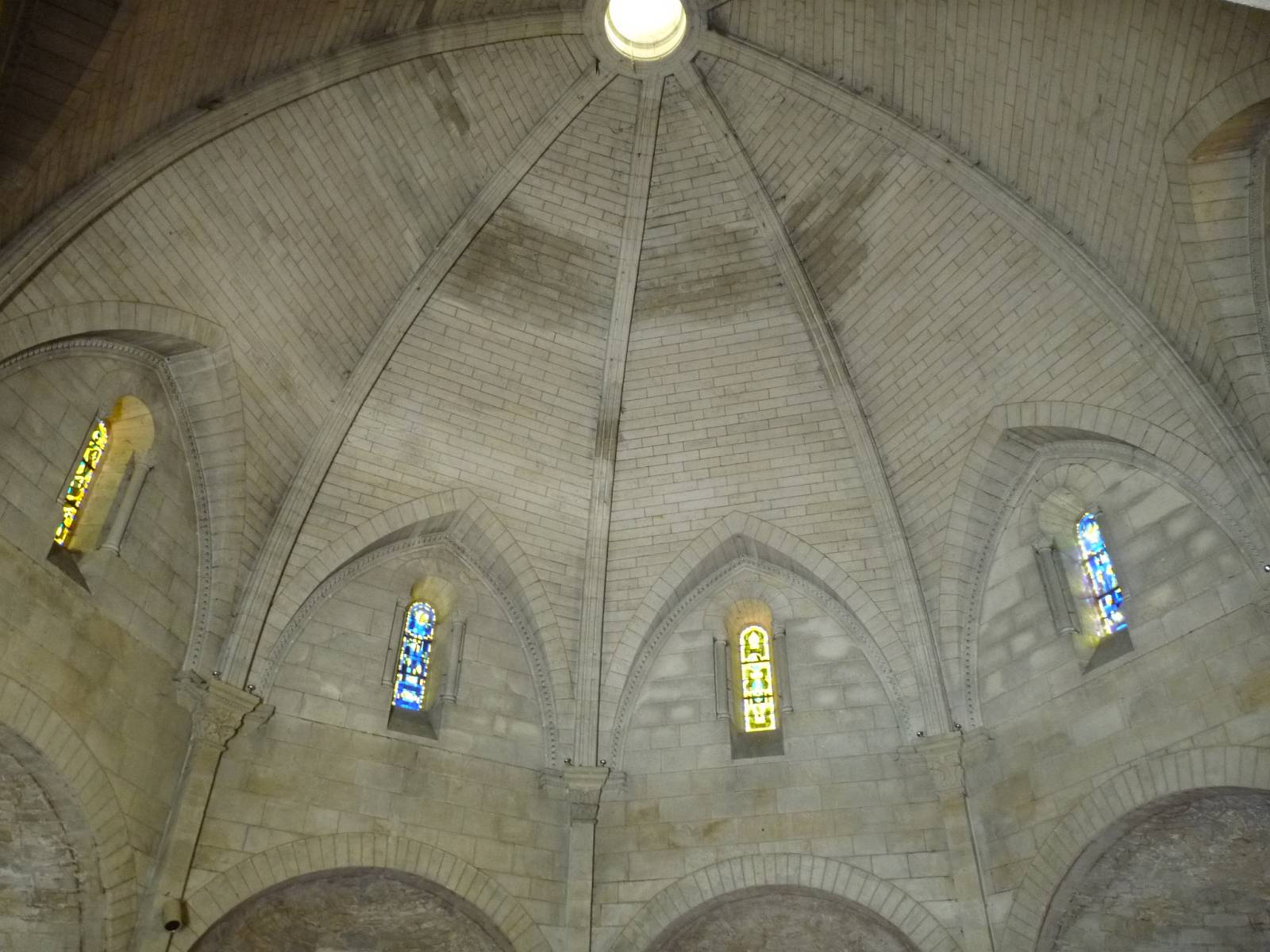
Blick in die Kuppel

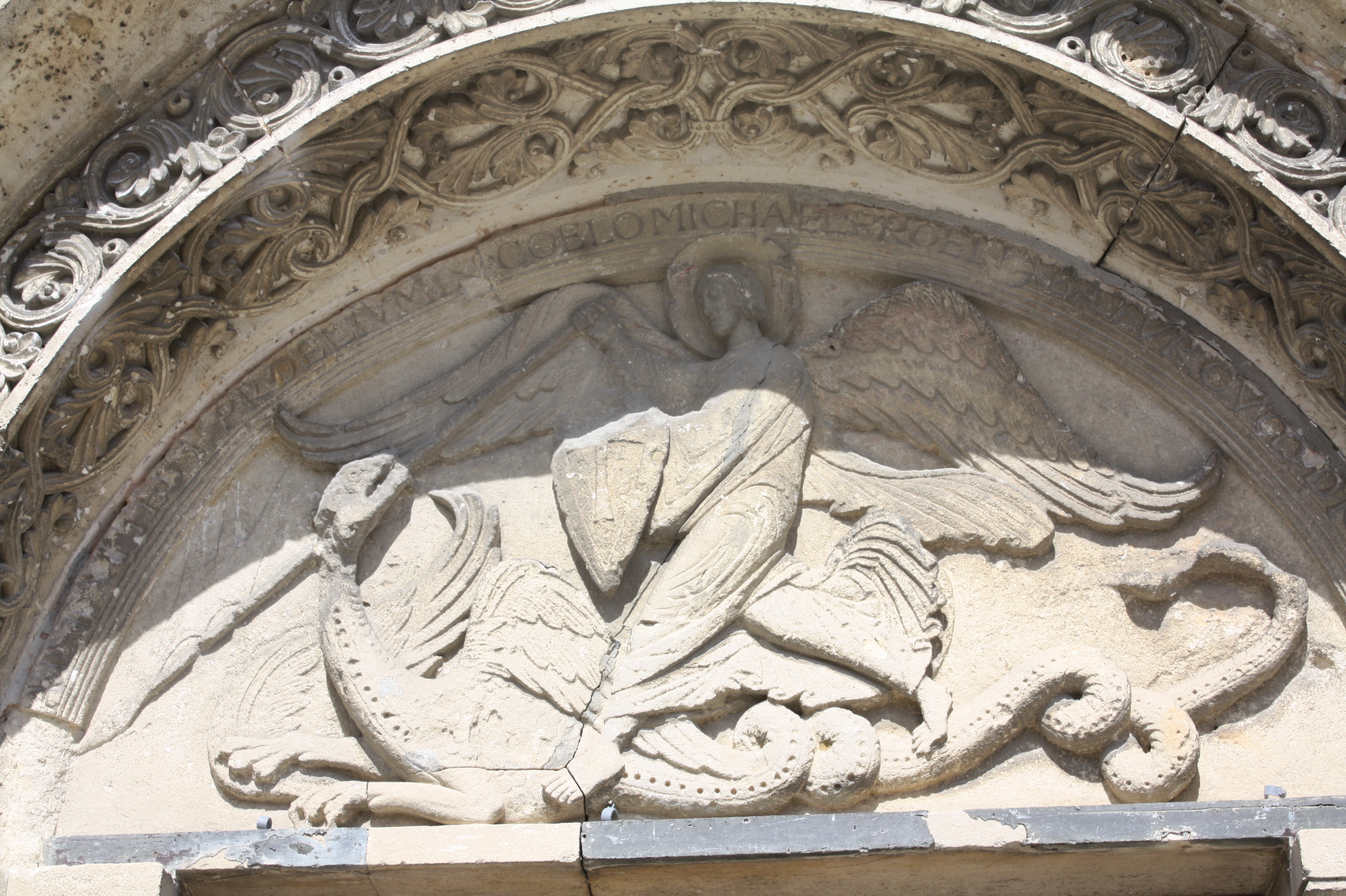
Tympanon

Die in der ersten Hälfte des 12. Jahrhunderts errichtete und dem Erzengel Michael geweihte Kirche ist ein oktogonaler Bau mit einem Kranz kleinerer Apsiden; die ehemalige Hauptapsis ist durch sechs eingestellte Säulen hervorgehoben. Die stützenlose, aber von Gewölberippen unterfangene Kuppel des Bauwerks hat einen Durchmesser von etwa 13 Metern und öffnet sich in der Mitte zu einem Laternenaufsatz mit etwa einem Meter Innendurchmesser, der – neben acht schmalen Fenstern – das Kuppelrund belichtet. Die feingearbeiteten Kapitelle des Innenraums zeigen vegetabilische und flechtbandartige-Formen. Ein Höhepunkt romanischer Skulptur ist das Tympanon über dem Eingangsportal, in welchem der Erzengel Michael – mit ausgebreiteten Flügeln und wehendem Gewand herbeieilend – mit einer Lanze einen sich am Boden windenden Lindwurm tötet. Ungewöhnlich ist die Seitenansicht des Engels, dessen weitausgreifender Schritt an den etwa um die gleiche Zeit entstandenen Propheten Jesaja vom ehemaligen Portal der Abteikirche von Souillac erinnert. Auch die mit vegetabilischen Motiven und Flechtbandmustern geschmückten Archivolten sind beachtenswert. Die Kirche ist bereits seit dem Jahr 1840 als Monument historique anerkannt. Sie wurde in den 1850er Jahren von Paul Abadie, dem späteren Architekten von Sacré-Cœur de Montmartre, umfassend restauriert – der separat stehende Glockenturm (clocher) ist eine Hinzufügung aus dieser Zeit.